# دورائمون: سمفونی زمین نوبیتا
دورایمون: سمفونی زمین نوبیتا (انگلیسی: Doraemon: Nobita's Earth Symphony)، یک انیمه فیلم موزیکال، فیلم فانتزی، فیلم علمی تخیلی، فیلم ماجراجویی، ژاپنی محصول ۲۰۲۴ است. این چهل و سومین فیلم بلند دورایمون است که بر اساس مجموعه‌ای ساخته شده توسط فوجیکو اف. فوجیو است. این فیلم به کارگردانی کازوآکی ایمای با فیلمنامه ای از تروکو اوتسومی در تاریخ ۱ مارس ۲۰۲۴ در ژاپن اکران شد.